# Promozione Sardegna 1953-1954
La Promozione fu il massimo campionato regionale di calcio disputato in Sardegna nella stagione 1953-1954.
A ciascun girone, che garantiva al suo vincitore la promozione in IV Serie a condizione di soddisfare le condizioni economiche richieste dai regolamenti, partecipavano sedici squadre, ed era prevista la retrocessione delle quattro peggio piazzate, anche se erano possibili aggiustamenti automatici per ripartire fra le appropriate sedi locali le squadre discendenti dalla IV Serie. Nel caso particolare, tuttavia, non essendo stata in grado la Lega Regionale Sarda di raccogliere sufficienti iscrizioni, per garantire comunque la regolarità di questo torneo a tredici squadre, si programmò la retrocessione dell'ultima classificata.

## Classifica finale
|  | Pos. | Squadra             | Pt  | G   | V   | N  | P   | GF  | GS    | DR  |
|  | ---- | ------------------- | --- | --- | --- | -- | --- | --- | ----- | --- |
|  | 1.   | Monreale Italpiombo | 36  | 24  | 14  | 8  | 2   | 52  | 12    | +40 |
|  | 2.   | C.R.A.L. Marina     | 29  | 24  | 12  | 5  | 7   | 42  | 22    | +20 |
|  | 2.   | Nuorese             | 29  | 24  | 13  | 3  | 8   | 52  | 31    | +21 |
|  | 2.   | Calangianus         | 29  | 24  | 12  | 5  | 7   | 40  | 27    | +13 |
|  | 5.   | Ilvarsenal          | 26  | 24  | 11  | 4  | 9   | 44  | 33    | +11 |
|  | 6.   | Gallura             | 25  | 24  | 11  | 3  | 9   | 34  | 37    | -3  |
|  | 7.   | Tharros             | 23  | 24  | 9   | 5  | 10  | 40  | 46    | -6  |
|  | 8.   | Pol. Alghero        | 22  | 24  | 7   | 8  | 9   | 36  | 38    | -2  |
|  | 9.   | C.U.S. Cagliari     | 19  | 23  | 7   | 6  | 10  | 34  | 41    | -7  |
|  | 9.   | Ozierese            | 19  | 22  | 7   | 5  | 10  | 28  | 44    | -16 |
|  | 11.  | Macomer             | 18  | 23  | 5   | 8  | 10  | 31  | 37    | -6  |
|  | 12.  | Pietro Nali         | 15  | 24  | 6   | 3  | 15  | 26  | 57    | -31 |
|  | 13.  | Turritano           | 11  | 23  | 4   | 3  | 16  | 15  | 52    | -37 |
|  |      |                     | 301 | 306 | 118 | 66 | 122 | 474 | 477 ? | 0   |

Verdetti
- Monreale campione regionale ma finanziariamente disastrato e conseguentemente fallito.
- Nuorese promosso in IV Serie per ripescaggio.
- Turritano retrocesso in Prima Divisione.